# Канонерские лодки типа «Росарио»
Тип «Роса́рио» (исп. Clase Rosario) — серия аргентинских речных канонерских лодок. Всего в 1907—1909 годах было построено две лодки этого типа: «Росарио» (исп. Rosario) и «Парана» (исп. Paraná). Бронированные мелкосидящие канонерские лодки, построенные специально для патрулирования рек Парана и Уругвай.

## История строительства
Постройка была вызвана ухудшением отношений с Бразилией. Правительство в Рио-де-Жанейро пожелало добиться для страны мирового статуса могущественной державы, вследствие чего, поступил заказ на строительство кораблей для флота. Для патрулирования южных пограничных рек были заказаны речные мониторы. Ответом Аргентины стал контракт с английской фирмой Armstrong на постройку двух канонерок. Заложены в 1907 году в Ньюкасле на верфи «Армстронга».

## Служба
«Росарио» — головная лодка серии, названа в честь Росарио, крупнейшего аргентинского города на реке Парана. Заложена 21 августа 1907, спущена на воду 8 июля 1908. 8 августа 1909 года покинула берега Англии и в октябре прибыла в пригород Буэнос-Айреса Булонь-сюр-Мер (Аргентина). Позже перебазирована в Росарио. В мае и декабре 1911 вместе с систершипом «Парана» побывала в столице Парагвая — городе Асунсьон. В июле «Росарио» посетил Монтевидео. В 1916 совместно с кораблями «Альмиранте Браун», «Патрия» и лодкой «Парана» участвует в торжествах по случаю 100-летия независимости Аргентины. В 1921 с броненосцами «Индепенденсия» и «Либертад» и канонеркой «Парана» переведена в учебную дивизию, оперировавшую на реках Ла-Плата, Парана и Уругвай. В 1922 во время гражданской войны в Парагвае канонерка находилась в районе Асунсьона, на случай угрозы гражданам Аргентины находившимся в стране. В 1931 посетил Ушуайю. В 1959 выведен из состава флота.
На «Росарио» служил будущий министр иностранных дел Аргентины, вице-адмирал Сегундо Сторни.
«Парана́» — вторая и последняя лодка серии. Получила название в честь реки Парана. 25 августа 1908 покинула берега Британии и 8 декабря прибыла в Буэнос-Айрес. В июле 1935 вместе с президентской яхтой «Голондрина» совершила плавание в Асунсьон. Во время Второй мировой войны входила в состав эскадры, обеспечивавшей нейтралитет Аргентины, базируясь на Буэнос-Айрес и Рио-Сантьяго. В 1958 «Парану» продают с торгов частной фирме Botto y Cochello S. R. L. за 853 000 песо.

## Список кораблей типа
| Название | Бортовой номер | Верфь           | Закладка         | Спуск на воду  | Ввод в строй      | Списан          | Примечания |
| -------- | -------------- | --------------- | ---------------- | -------------- | ----------------- | --------------- | ---------- |
| Rosario  | --             | Armstrong, Тайн | 21 августа 1907  | 8 июля 1908    | 15 июня 1909 года | 14 декабря 1959 |            |
| Paraná   | --             | Armstrong, Тайн | 16 сентября 1907 | 28 апреля 1908 | 8 июня 1909       | 28 августа 1958 |            |